# 조시 시핸
조슈아 루크 시핸(Joshua Luke Sheehan, 1995년 3월 30일, 흘라네흘리~ )은 웨일스 축구 선수이다. 현재 EFL 리그 원의 볼턴 원더러스 FC에서 미드필더로 뛰고 있다.